# Hamada du Guir
La Hamada du Guir est une hamada, plateau rocailleux désertique, situé au nord-ouest du Sahara algérien, dans le sud-ouest de l'Algérie.

## Description
Le Guir étant un oued qui prend sa source dans l'Est Marocain depuis le Jebel Timjnatine, puis se prolonge dans le Sud-Ouest Algérien, la Hamada du Guir est un vaste plateau calcaire incliné doucement du Nord au Sud depuis les environs de la ville marocaine de  Boudnib, à 1 150 m d’altitude, jusqu’à l’erg Er-Raoui et la chaîne d’Ougarta (à 700 m). Elle s’étend sur 200 km, et sa plus grande largeur d’Ouest en Est est d’environ 100 km.
En surface, le relief semble peu tourmenté, on y remarque cependant un grand nombre de dépressions fermées peu importantes, appelées localement les « dayas », et en direction desquelles se rassemblent des réseaux d’oueds aux cours mal définis et peu profonds.
Le plateau est limité sur trois côtés par des escarpements : ceux-ci laissent apparaître en coupe la complexité des formations géologiques de la hamada ainsi que de promptes modifications du faciès propres aux dépôts sédimentaires continentaux.
La stratigraphie géologique dont est fait le substratum hamadien couvre la période du Néogène (Miocène et Pliocène). Elle repose en discordance sur des séries s’étendant du Primaire au Paléogène.
La surface de la hamada est très dégradée par la dissolution des calcaires (karstification). Des conduits amenant les eaux drainées depuis la surface de la hamada lors des périodes humides du Quaternaire sont visibles. Les dayas sont des dépressions créées par la dissolution chimique des calcaires (dolines).
La vallée et la hamada du Guir représentent donc un groupe pré-saharien, au Nord, et saharien au Sud, marqué par une aridité très importante , spécialement sur le plateau hamadien.
Les oueds du  Guir et du Zousfana se rejoignent à la Saoura, dessinant ensuite la vallée en une longue suite d’oasis. Celles-ci sont alimentées à la fois par des puits atteignant la nappe phréatique des alluvions de la Saoura, et au Sud, par des foggaras drainant judicieusement les eaux de la nappe contenues dans les formations gréseuses du Tademaït.